# سید حسین کزازی
سیدحسین کزازی ( ۱۲۵۳ در کرمانشاه - ۱۳۰۲ در کرمانشاه) نمایندۀ کرمانشاه در مجلس شورای ملی، رئیس ادارۀ معارف و یکی از پیشروان آموزش و پرورش نوین در کرمانشاه بود که به دلیل تلاش برای تأسیس نخستین مدارس دخترانه در این شهر، ترور و کشته شد. 

## زندگی
پدرش حاج سید حسن کزازی از روحانیانی بود که برای ترویج تشیع از روستای کزاز در منطقۀ شازند در استان مرکزی به کرمانشاه آمده‌بود. او نیز همچون پدر به تحصیلات دینی پرداخت و روحانی شد و به فعالیت‌های اجتماعی پرداخت. سید حسین کزازی مشروطه‌خواه بود و پس از تأسیس مجلس شورای ملی نیز در دوره‌های دوم و سوم به نمایندگی کرمانشاهان به این مجلس راه یافت. در جنگ جهانی اول به عتبات رفت، سپس رهسپار استانبول و آلمان شد. سال‌ها در برلین و فرانسه مقیم بود؛ سپس به هند رفت و در سال ۱۲۹۹ به کرمانشاه بازگشت. 

## ریاست معارف
کزازی در بهمن ۱۳۰۰ از سوی دولت به ریاست معارف و فوائد عامه کرمانشاهان منصوب شد. نخستین اقدام او ساخت مدرسه احمدیه (شاهپور بعدی) بود که کلنگ آن در ۲۸ بهمن ۱۲۹۹ به زمین زده‌ و کمیسیونی به ریاست اکبرمیرزا صارم الدوله حاکم کرمانشاه برای پیگیری ساخت آن تشکیل شده بود اما با کودتای ۳ اسفند ۱۲۹۹ کمیسیون تعطیل و کار ساخت مدرسه متوقف شده بود. 
کزازی در هجدهم بهمن ۱۳۰۰ کمیسیون دیگری تشکیل داد و با جمع‌آوری اعانه و برگزاری تئاتر مبلغی تهیه کرد. در نهایت از احمدآقاخان امیرلشکر (سپهد امیراحمدی) کمک خواست که در آن زمان فرماندۀ لشکر غرب بود. در آبان ۱۳۰۱ بزرگان کرمانشاه در منزل امیراحمدی جمع شدند و کمیسیونی به نام کمیسیون بنایی تشکیل و مبلغ ۳۴۲۹ تومان گردآوری و ساخت مدرسه آغاز شد.  این مدرسه به نام احمد شاه قاجار این مدرسه احمدیه نامیده شد، اما در سال ۱۳۰۷ نام آن به شاهپور و پس از انقلاب به دبیرستان کزازی تغییر یافت و در سال ۱۳۸۸ تبدیل به موزه شد.
کزازی طی کمتر از یک سال و نیم ریاست معارف کرمانشاهان، شمار دانش آموزان این ولایت را به دو هزار نفر رساند، مدرسه اسلامیه را بازگشایی و مدارس داریوش بیستون، سعادت، همایونی، صداقت، فرصتیه، فردوسی و امیریه را افتتاح کرد. برای کودکان بی‌بضاعت لباس عید تهیه کرد، لباس دانش‌آموزان را یکدست کرد و با کسب موافقت از وزارت معارف، از چارپایان بارکش دو شاهی (ده دینار) مالیات گرفت تا هزینۀ مدرسه‌سازی در کرند و صحنه کند. 

### ساخت مدارس دخترانه
تا پیش از ریاست معارف سید حسن کزازی، دختران عمدتا در مکتبخانه‌های سنتی درس می‌خواندند. دختران اقلیت‌های مذهبی و اندکی از دختران مسلمان هم به مدرسه آمریکایی یا مدرسه آلیانس (فرانسوی) می‌رفتند. کزازی با وجود مخالفت متعصبان، با حمایت حاکم و مسئولان نظامی و انتظامی، مدرسه عضدیه را در اردیبهشت ۱۳۰۱ و مدرسه عصمتیه را در آبان آن سال برای دختران راه‌اندازی کرد.  این اقدامات به بهای جان او تمام شد.

## ترور و مرگ
در شب چهاردهم خرداد ۱۳۰۲ سید حسین کزازی هدف گلوله شد و پس از یک روز درگذشت. قاتل او قهرمان ایوانی فرزند احمدخان از اهالی دوکوشکان ماهیدشت ساکن کرمانشاه، جوانی متدین و مرید اشرف‌الواعظین و حاج سید حسین کربلایی بود. این دو روحانی ذهن او را نسبت به مخالفت با تأسیس مدرسۀ دخترانه پر کردند و او را متقاعد ساختند که اگر دختران به مدرسه بروند بی‌حجاب خواهند شد و این امر لطمه‌ای به ناموس مردم خواهد بود.
برای کزازی مراسم تشییع جنازۀ بزرگی برگزار شد و مجلس سوگواری او چند روز در مسجد عمادالدوله برقرار بود. قاتل او را صبح جمعه هجدهم خرداد ۱۳۰۲ به دار آویختند. 